# 柏髙島屋ステーションモール
柏髙島屋ステーションモール（かしわたかしまやステーションモール）とは、千葉県柏市末広町の東武野田線（東武アーバンパークライン）柏駅駅舎と一体となっている、東神開発（髙島屋グループ）運営の駅ビル・複合商業ビル（ショッピングセンター）である。髙島屋柏店と駅ビルから成る旧「柏ローズタウン」を改修・発展させる形で1992年に開店した。

## 概要
1970年、柏駅東口再開発計画が持ち上がり、これに対抗して西口でも地元有志が百貨店を中心とする再開発プランを作成し、髙島屋に対して出店の勧誘があった。髙島屋では早速、地元有志と具体計画を策定するとともに、同年1月には京葉興業（柏髙島屋の前身）を設立し用地の確保に乗り出した。こうした矢先に、当初難航が予想された東口再開発のキーテナントにそごうが決まり、長崎屋、イトーヨーカ堂、丸井などの量販店や月賦百貨店も駅周辺に店舗を新増設するなど、柏駅周辺は全国屈指の大型店過密地帯として、各方面から注目されるようになってきた。このため、高島屋では、450台収容の大駐車場など建設の見直し行うとともに、1973年秋の開店を目指し、1972年7月、工事を開始した。
1973年11月2日、柏西口共同ビルに髙島屋グループ12番目の店舗として柏髙島屋は開店した。建物は、竹中工務店が設計施工した地下3階、地上8階、塔屋3階建て。柏駅のコンコースとは3階のブリッジで結ばれた。正面入口の1階から3階までの吹き抜けには、柏店のシンボルとして36個の鐘が奏でる西ドイツ製のチャイムを設置。このほか屋上には幅20m・高さ4mの滝、中4階にはこどもの遊び場"ちびっこ広場"を、3階にはサロン風の特別化粧室がそれぞれ設けられた。開店当日はもちろん、その後も連日盛況が続き、友の会「ローズタウン」も半年で18,000口もの会員を獲得した。開店翌年の4月29日には、店舗西側とをブリッジでつないだ駐車場ビル（地下2階・地上5階・自走式447台収容）が竣工している。

### 柏ローズタウン開業
1979年11月21日、東武鉄道・柏駅の西側でホームに接した地上8階・総面積15,803㎡の「柏ローズタウン」が髙島屋の関連会社京葉興業の手によって開業した。この柏ローズタウンは、柏髙島屋とは3階と6階でつないだ専門店ビルであり、若年層とニューファミリーを対象とした専門店やレストランが出店した。

### 柏髙島屋ステーションモールに
1992年4月23日、ヤングキャリアのS館（専門店街）・団塊ジュニアのTX館・ミセスのT館の構成で、柏髙島屋をキーテナントとする「柏髙島屋ステーションモール」にリニューアルされた。また1999年秋から2000年春にかけ、①JR柏駅南改札口新設に伴うステーションモール3階の明装化と店舗化、②8階情報発信型フロアの構築、③2階ファッションフロア化の3つをメインに、"次の時代"に欲しいものいち早く提供できるようなテナントミックスを目指し、全125店舗中、新規店24店を含む53店舗（営業面積にして全体の約45%）のリニューアルが実施されている。

### 新館開業
2008年10月1日、髙島屋の関連会社東神開発によって、りそな銀行があった場所に12階建ての新館が開業した。この結果、営業面積は50,000㎡を超える大規模ショッピングセンターとなった。
2023年に、柏髙島屋開業から50年の節目を迎えるにあたり、2024年秋までにかけて大規模なリニューアルを実施することになった。この方針に基づき、S館専門店とS館髙島屋はS館に統一され、ユニクロやオーケーなどが入る一方で、百貨店機能は化粧品（S館3階）と子供服・玩具（S館6階）を除いて本館に集約された。また、新館はレストランの一部を縮小した上で、レンタルスペースやコワーキングスペース等からなるコミュニティスペース「BeARIKA（ビーアリカ）」として新規開業する。

### 再開発から離脱
柏駅西口北地区では、市街地再開発事業が予定され、髙島屋も2015年6月設立の再開発準備組合に理事として参画し、本館を9m後退した上で建て替えを計画していた。しかし、2020年12月頃に「現時点で想定される計画案には賛同できず、離脱したい」との意向を示し、2021年4月に組合から離脱した。

## 施設構成
本館・S館・新館の3棟で構成される。本館とは、1973年開業の柏髙島屋を指し、1992年の「柏高島屋ステーションモール」オープンに際して、核店舗として組み込まれた。モール開業後から2015年2月までは、「T館」（TakashimayaのT）の呼称であったが、前年から進められたリニューアルが、2015年3月の婦人靴売り場リニューアルにより完結したことを受け、本館に改称された。S館は東武鉄道柏駅の駅ビル。新館はかつてりそな銀行があった場所に建てられた。

### 本館

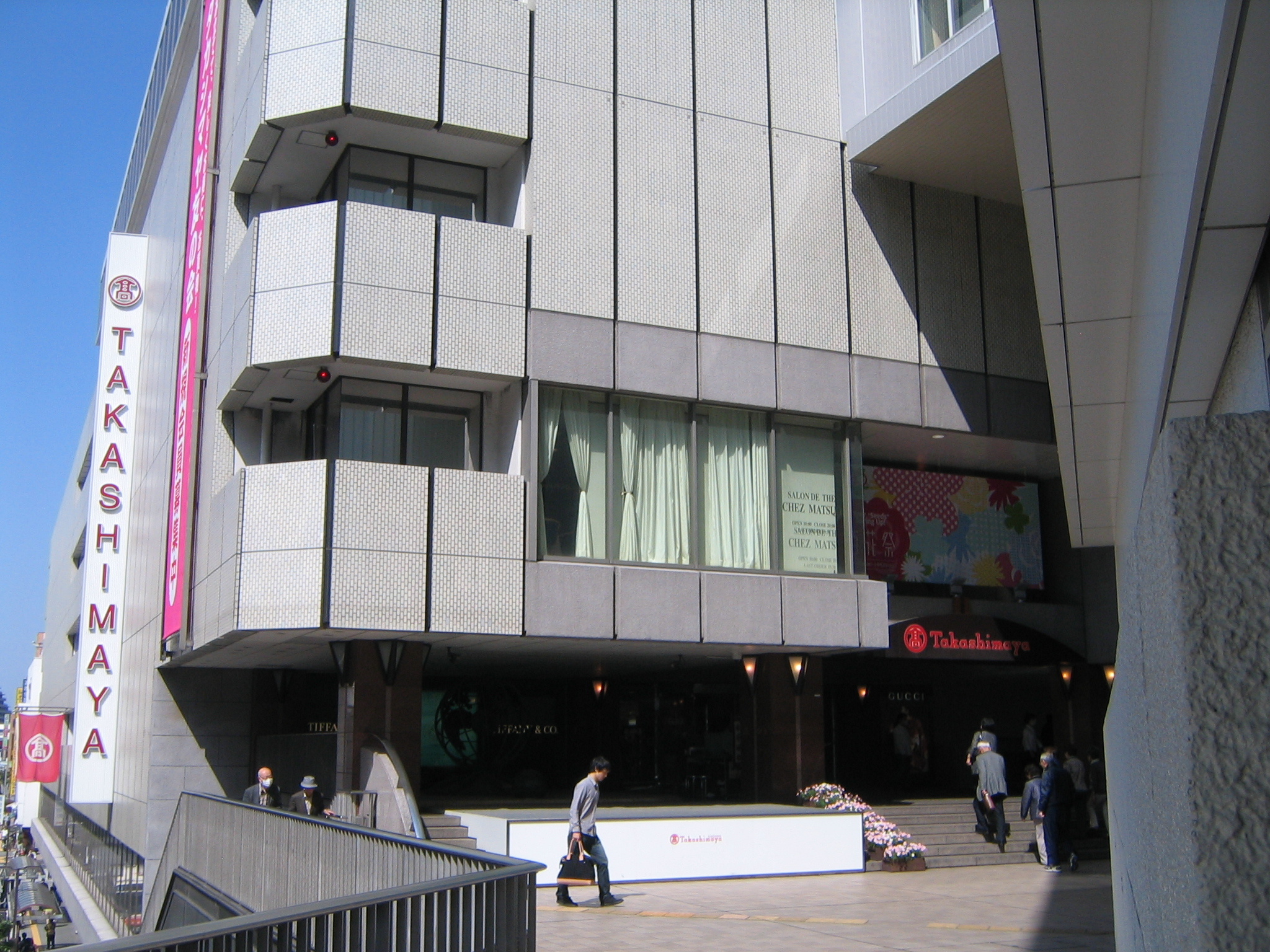
本館（柏髙島屋）

百貨店業態での営業を行い、屋上では夏季にビアガーデンが営業する。2016年に競合店だったそごう柏店が、2018年には松戸市にあった伊勢丹松戸店（のちのキテミテマツド）が閉店したため、それ以降、柏髙島屋は柏市・かつ千葉県内の常磐線沿線地域で唯一の百貨店となった。県内では柏髙島屋、そごう千葉店、東武百貨店船橋店の3店舗が日本百貨店協会の加盟店舗である。

### S館
旧S館専門店

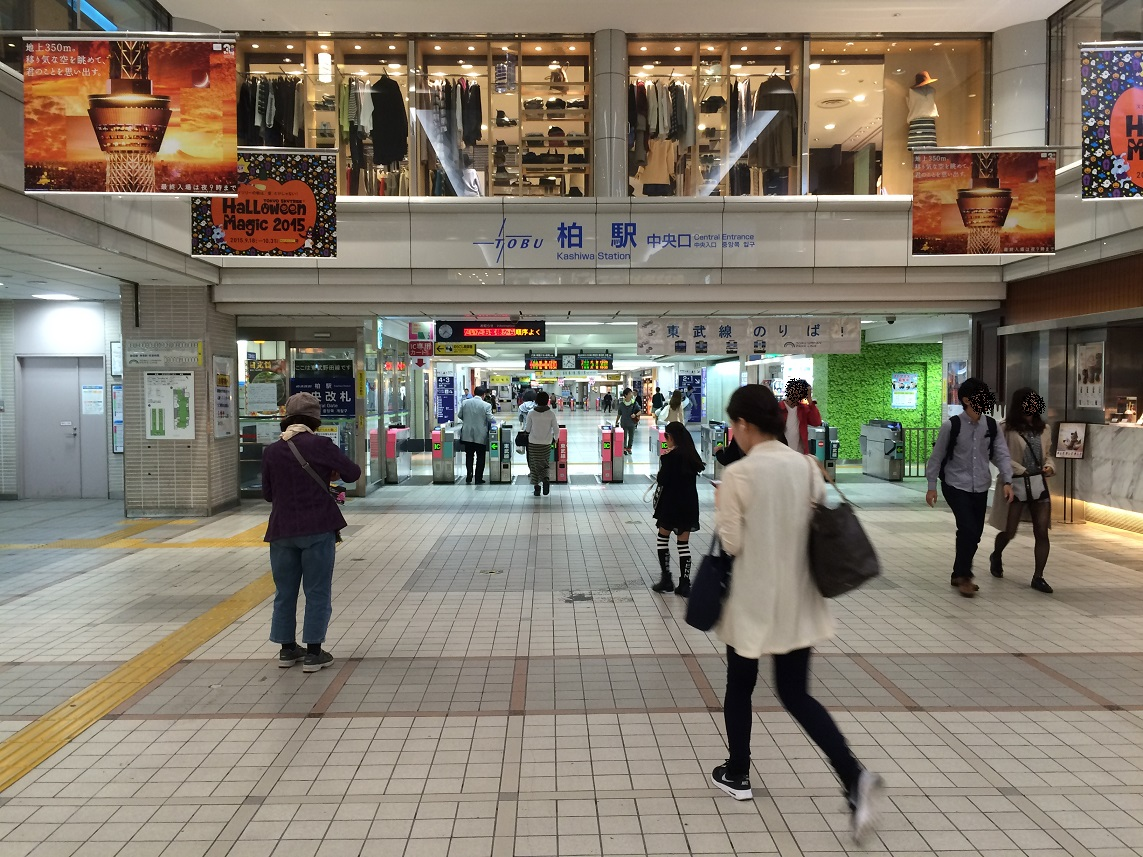
S館3階にある東武鉄道の改札口

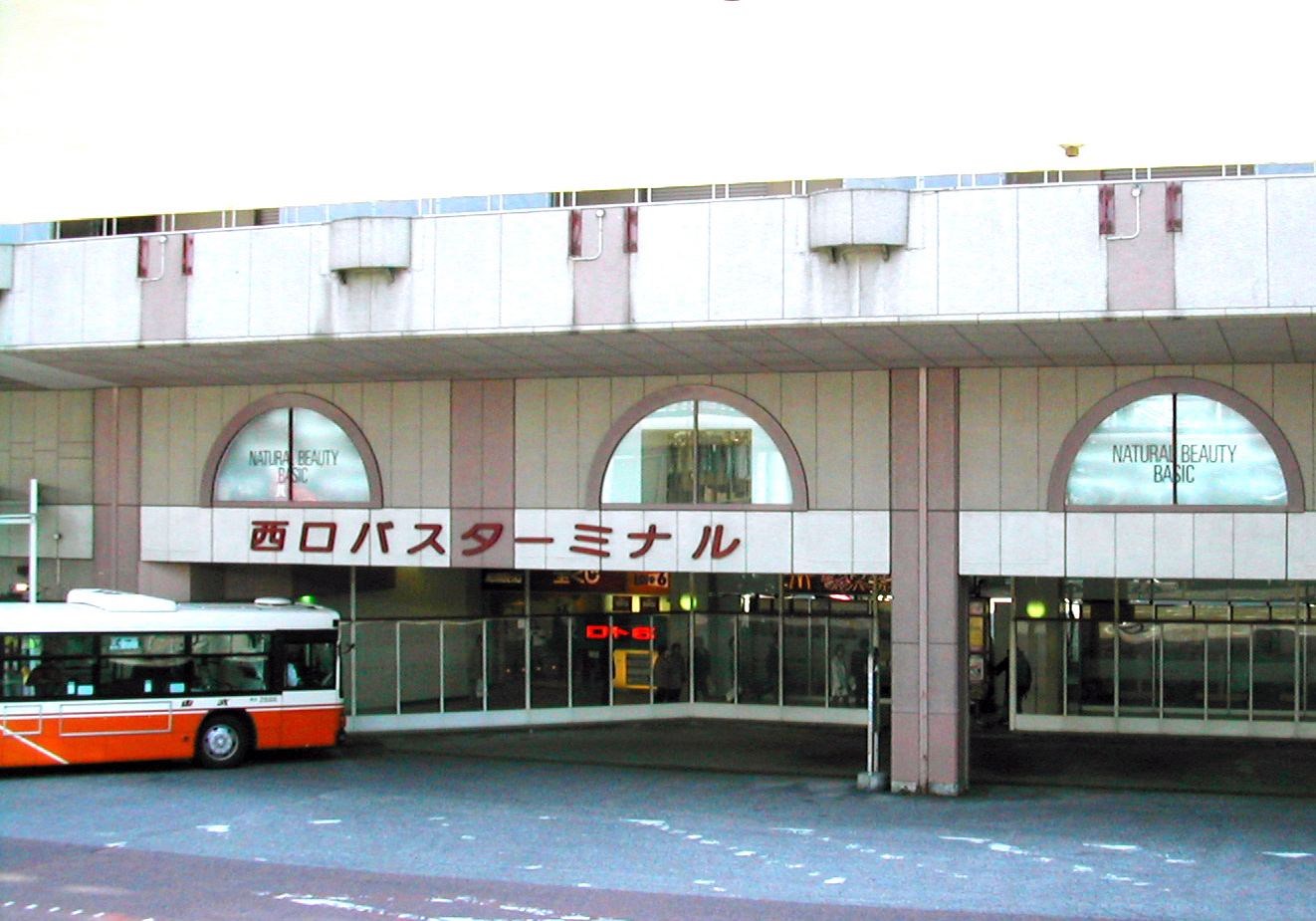
S館1階にあるバスターミナル

旧S館専門店は、1979年に開業した柏ローズタウンを前身とし、駅舎と一体であり、1階には半屋内型のバスターミナルも抱える。8階建てで、地下のフロアはない。7、8階は東急ハンズ（現・ハンズ）や歯科医院・レストランなどとなっており、3階 - 6階は主にファッション関連の店舗が中心である。
2007年8月3日、千葉初進出となる東急ハンズが7 - 8階にオープン。これに伴い、bayfmのサテライトスタジオ「K・WEST」は流山おおたかの森ショッピングセンターへ移転した。
1階にあった映画館、柏ステーションシアターは、近隣のシネマコンプレックスの影響により、2011年9月15日に休館し、翌年3月31日に閉館した。跡地はティーケーピーが賃借し、キネマ旬報社が運営受託の上で、2013年2月に「TKPシアター柏 supported by KINEJUN」として、キネマ旬報お勧めの旧作映画を上映するシアターとしてリニューアルした。2014年6月1日に「キネマ旬報シアター」に改称した。
2018年11月27日、2階は、食品フロアの「FOOD STREET」としてリニューアルされた。
旧S館高島屋
旧S館髙島屋は、1992年の開業当初は「S館TX」と呼称していたが、2015年3月のリニューアル後は「TX」を外し、「S館髙島屋」と改称した。旧称の「TX」は1992年開業当時からのものであり、2005年に柏市を経由する路線として開業したつくばエクスプレス（TX）とは無関係である。
建物自体は、旧ローズタウン同様に8階建てであるが、S館高島屋として扱われるのは永らく1階から6階までであった。2023年リニューアルにより、S館高島屋（百貨店業態としての営業）としての区画は3階と6階のみとなった。それ以外のフロアはS館専門店に転換している。なお、ステーションモール開業当初は、旧柏高島屋→S館TX（後のS館高島屋）1階にゴルフなどのスポーツ用品関連が移転していたが、2023年リニューアルによりゴルフ用品は本館6階に再移転した。
2024年4月23日、スポーツ用品等売場があった場所に食品スーパー・オーケーが開業した。すでに店内には高級スーパー・成城石井があるが、取扱商品の価格帯が異なることから買い回りが期待できると出店している。

### 新館

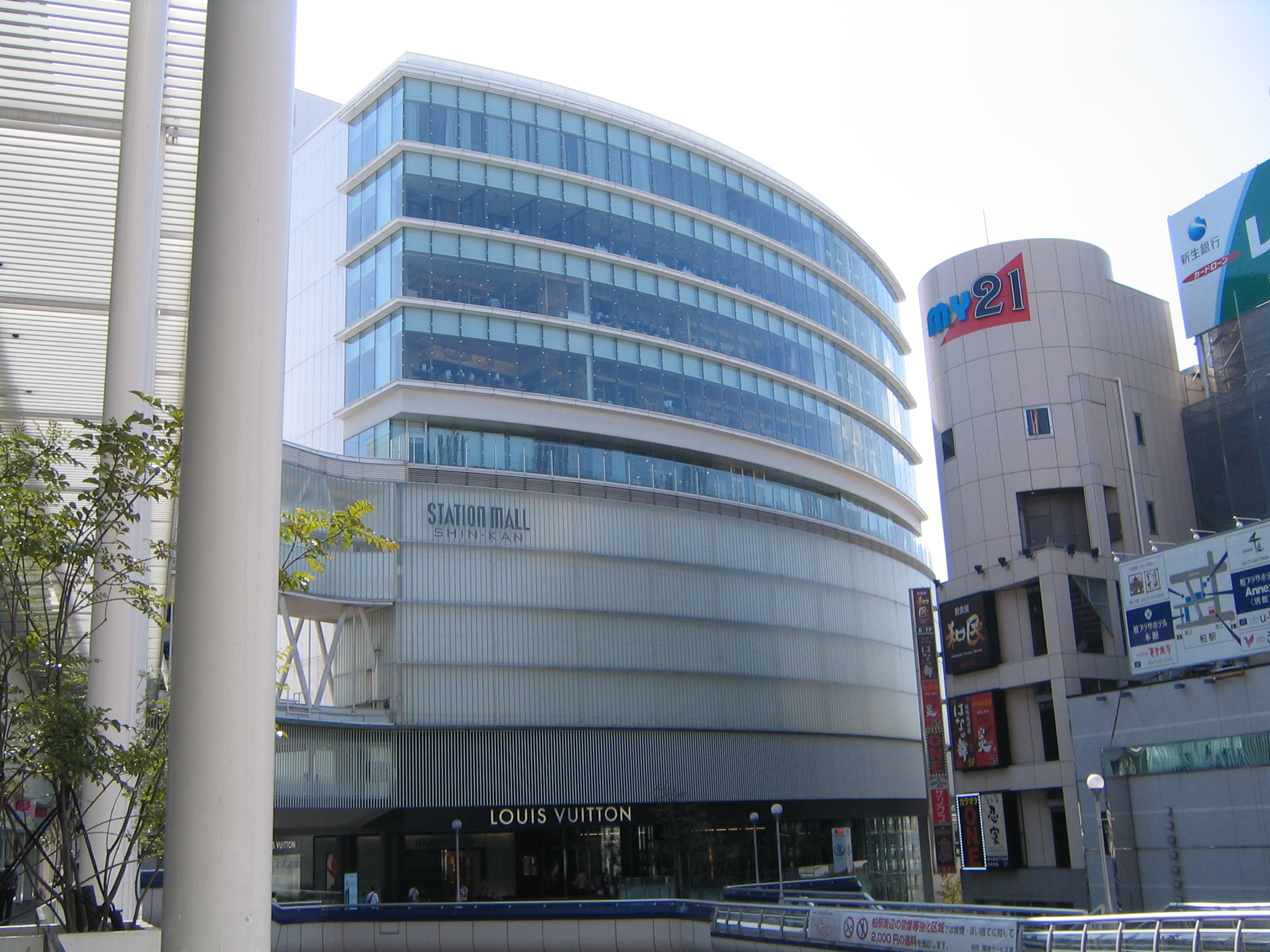
新館

柏の中心街も近隣都市および郊外に続々とオープンした大型SCの影響をもろに受け、少し元気がなくなくなりつつあった。新館はそんな中心街を少しでも活性化させたい意気込みで、開発されている。
地下2階、地上12階建てで、地下1階は駐車場、1階はりそな銀行、2階は駐輪場である。建物外装は、光を取り込むやわらかな雰囲気を作り出す、特殊な断面をもった薄型のプロフィットガラスを採用し、既存のS館の外装も改修し、デザインを統一。柏駅直結の既設館とは3階のペデストリアンデッキと4・7階の連絡ブリッジで両館の回遊性を高めている。開業に際しては、トレンド性の高いレディスファッションやメンズ・レディス複合店の充実が図られたほか、大人が集う専門性の高い飲食店が導入された。
3階 - 8階はファッション関連が中心であるが、5階はくまざわ書店、6、7階は無印良品となっている。上層階（9階 - 11階）は2024年3月までは主にレストランとなっていたが、同年9月21日に前述のBeARIKAにリニューアルされる。
更に2025年2月26日には、かつてファミリかしわ内にあった「柏駅前行政サービスセンター」「柏市パスポートセンター」が12階に移転した。

### 第一駐車場
1階にドトールコーヒー、4階にビューティー関連の店舗が入居している。

## 営業時間
新館
- 10時 - 21時　
9階-11階レストランは11時 - 23時（オーダーストップは店舗により異なる）

S館専門店
- 10時 - 21時
7階レストランは11時 - 22時（オーダーストップは店舗により異なる）
1階オーケーは8時30分 - 21時30分、2階成城石井は10時 - 22時

S館高島屋、本館（柏高島屋）
- 10時30分 - 19時30分